# 太和公主 (明穆宗)
太和公主（1550年代—1560年），明朝公主，明穆宗次女。母親是陳皇后。
生年不详，但从异母姐蓬萊公主生年推测，当在1557年或之后。嘉靖三十九年（1560年）八月丙辰日，此女早薨，当时她的父亲还只是裕王，丧葬如例。
隆慶元年（1567年），其父明穆宗追封她為太和公主。